# Jelly Roll Morton
Jelly Roll Morton, nome artístico, de Ferdinand Joseph la Menthe Morton (Nova Orleães, 20 de outubro de 1890 — Los Angeles, 10 de julho de 1941) foi um pianista, compositor e orquestrador estadunidense.
Foi talvez o primeiro teórico do jazz. Aprendeu sua arte como pianista de regime de bordéis em Nova Orleans e sempre teve orgulho de sua herança creola e apesar de muitos documentos trazer o seu ano de nascimento de 1890', o próprio Morton, reivindicou ter nascido em 1885, talvez para ser mais convincente na 'teoria de ter inventado o jazz em 1902. Em 1923/1924, compôs para piano a canção "The Red Hot Peppers". Escreveu "Blues New Orleans" e gravou mais de 58 canções entre 1927 e 1930.
Sepultado no Calvary Cemetery, Los Angeles.